# Trefl Gdańsk w europejskich pucharach

## Liga Mistrzów w piłce siatkowej (2015/2016)
| Data       | Miejsce      | Przeciwnik            | Wynik                                   | Runda        |
| ---------- | ------------ | --------------------- | --------------------------------------- | ------------ |
| 03.11.2015 | Gdańsk/Sopot | OK Vojvodina Nowy Sad | 3:0 (25:18, 25:16, 25:19)               | Faza grupowa |
| 19.11.2015 | Modena       | Pallavolo Modena      | 0:3 (16:25, 28:30, 12:25)               | Faza grupowa |
| 03.12.2015 | Lublana      | ACH Volley Lublana    | 3:0 (25:18, 25:17, 25:14)               | Faza grupowa |
| 17.12.2015 | Gdańsk/Sopot | ACH Volley Lublana    | 3:0 (25:19, 25:17, 25:23)               | Faza grupowa |
| 21.01.2016 | Gdynia       | Pallavolo Modena      | 3:2 (25:22, 21:25, 26:24, 22:25, 15:13) | Faza grupowa |
| 26.01.2016 | Nowy Sad     | OK Vojvodina Nowy Sad | 3:1 (25:20, 25:21, 19:25, 25:17)        | Faza grupowa |
| 16.02.2016 | Gdańsk/Sopot | Zenit Kazań           | 1:3 (19:25, 25:22, 17:25, 15:25)        | 1/12 finału  |
| 02.03.2016 | Kazań        | Zenit Kazań           | 0:3 (19:25, 16:25, 22:25)               | 1/12 finału  |

## Liga Mistrzów w piłce siatkowej (2018/2019)
| Data       | Miejsce      | Przeciwnik               | Wynik                                                     | Runda        |
| ---------- | ------------ | ------------------------ | --------------------------------------------------------- | ------------ |
| 20.11.2018 | Bełchatów    | PGE Skra Bełchatów       | 1:3 (25:21, 33:35, 19:25, 24:26)                          | Faza grupowa |
| 19.12.2018 | Gdańsk/Sopot | Berlin Recycling Volleys | 3:0 (26:24, 25:19, 25:18)                                 | Faza grupowa |
| 16.01.2019 | Gdańsk/Sopot | Greenyard Maaseik        | 3:1 (22:25, 25:22, 25:20, 25:22)                          | Faza grupowa |
| 30.01.2019 | Berlin       | Berlin Recycling Volleys | 3:0 (25:20, 25:21, 38:36)                                 | Faza grupowa |
| 14.02.2019 | Gdańsk/Sopot | PGE Skra Bełchatów       | 3:2 (25:22, 28:26, 21:25, 18:25, 16:14)                   | Faza grupowa |
| 27.02.2019 | Maaseik      | Greenyard Maaseik        | 3:0 (25:20, 25:21, 25:21)                                 | Faza grupowa |
| 13.03.2019 | Gdańsk/Sopot | Zenit Kazań              | 2:3 (19:25, 25:23, 23:25, 25:23, 13:15)                   | 1/8 finału   |
| 19.03.2019 | Kazań        | Zenit Kazań              | 3:2 (25:23. 25;23. 23:25, 27:29, 17:15; złoty set: 12:15) | 1/8 finału   |

## Bilans spotkań
| Rozgrywki               | Miejsce     | Liczba meczów | Zwycięstwa | Porażki | Sety  |
| ----------------------- | ----------- | ------------- | ---------- | ------- | ----- |
| Liga Mistrzów 2015/2016 | 1/12 finału | 8             | 5          | 3       | 16:12 |
| Liga Mistrzów 2018/2019 | 1/8 finału  | 8             | 6          | 2       | 21:11 |
| Razem                   | Razem       | 16            | 11         | 5       | 37:23 |